# Brizuela
Brizuela es una localidad situada en la provincia de Burgos, comunidad autónoma de Castilla y León (España), comarca de Las Merindades, partido judicial de Villarcayo, municipio de Merindad de Valdeporres.

## Geografía
La villa de Brizuela se asienta a una altitud de 655 m s. n. m. en la comarca de la merindades del norte de Burgos. La carretera BU-561 que atraviesa el pueblo es la arteria principal y el municipio se encuentra en el kilómetro 10 de dicha carretera.
Brizuela está situada en los montes bajos de la cordillera cantábrica, concretamente en la ladera baja del monte de Rojo (este monte se encuentra una cueva del mismo nombre, Cueva de Rojo, famosa entre los espeleólogos del lugar). Al norte del municipio se encuentran el rio Nela y La Peña de la Ventana.
La Peña de la Ventana es un gran macizo rocoso probablemente tallado por el río Nela durante miles de años. Es fácilmente identificable por tratarse de una enorme pared con una pequeña cueva (popularmente llamada ventana, de ahí el nombre) visible desde cualquier punto del municipio. La tierra que se encuentra a los pies de esta pared ha sufrido una enorme erosión en muy pocos años. Dicho lugar era antiguamente una zona de pasto y hoy por hoy sería intransitable para el ganado.
Al noreste del municipio y separado de la Peña de la Ventana por el rio Nela, se encuentra Castro, una elevación del terreno que probablemente albergó a los primeros habitantes de Brizuela. Todos estos montes pertenecen a un conjunto conocido como Montes de Dulla.
A diferencia de otros municipios de bañados por el Nela, Brizuela no creció junto a las orillas del río. Esta situación relativamente alejada respecto al río se debe a dos factores fundamentales. El primero de ellos es que en épocas de lluvias y debido a la orografía del lugar las orillas del rio Nela se anegan de manera mucho más acusada que en otros lugares. Esto se debe al estrechamiento que sufre el río en la garganta natural formada por el monte Castro y La Peña de la Ventana. Esta garganta impide que el caudal fluya con facilidad y el nivel del agua en las etapas previas del río crece de manera rápida llegando incluso hasta lo que antiguamente eran las vías del tren.
El segundo de los factores es la existencia de agua potable accesible donde el pueblo tiene su plaza principal. En esa plaza se sitúa la fuente más importante y característica del pueblo y origen de los asentamientos en esta parte del municipio. Además del río Nela discurren por el término municipal varios riachuelos y charcas de agua clara. El agua se filtra desde el subsuelo (en su mayoría kárstico) al exterior.
Las orillas del Nela son empleadas principalmente para la agricultura y pasto. Principalmente trigo, cebada, alfalfa…
Los montes son de aprovechamiento vecinal y la masa forestal está principalmente compuesta por encina.

## Localidades limítrofes
Confina con las siguientes localidades:
- Al norte con Quintanilla-Valdebodres.
- Al noreste con Nela y Sobrepeña.
- Al sureste con Escaño.
- Al suroeste con Leva.
- Al noroeste con Puentedey.

## Demografía
Evolución de la población
| Gráfica de evolución demográfica de Brizuela entre 2000 y 2019     |
|                                                                    |
| Población de derecho (2000-2019) según el padrón municipal del INE |

## Origen

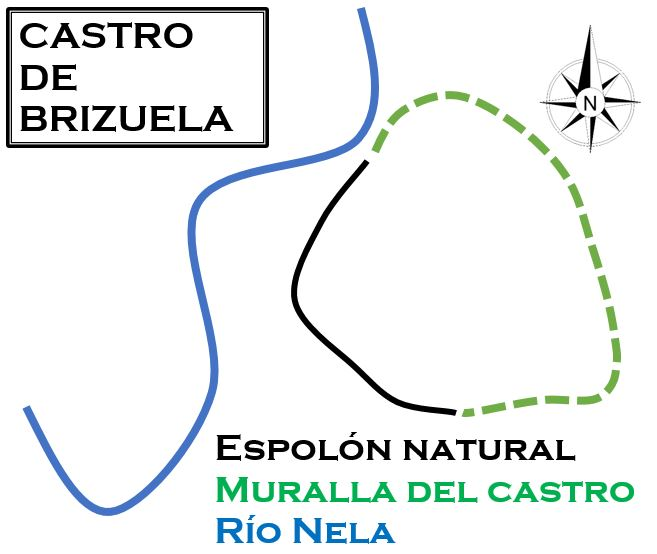
Estructuras castro de Brizuela

El origen de Brizuela es aún desconocido, aunque todas las investigaciones apuntan a que surgió a raíz de un asentamiento inicial en un monte conocido como Castro. En este monte se han encontrado evidencias de un castro celta así como varios utensilios, abalorios y herramientas celtas. Se cree que los primeros pobladores de este castro pertenecían a la tribu de los autrigones, una tribu prerromana que se asentaba en el norte de la península ibérica.
Este castro apenas ha sido estudiado (y mucho menos panelizado) por lo existe un gran desconocimiento sobre él, las épocas en las que estuvo habitado y cual fue su funcionalidad principal y área de influencia. Sin embargo, unas primeras mediciones otorgan al castro un área efectiva de 10 hectáreas, esto lo sitúa como uno de los más grandes de la provincia de Burgos y, por ende, de gran importancia del mismo.

## Historia
En 1351 pertenecía a la Meryndat de Aguylar de Canpo, una división administrativa de la Corona de Castilla, vigente durante la Edad Media, cuya descripción figura en el libro Becerro de las Behetrías de Castilla redactado por las Cortes de Valladolid de 1351, cuando el estamento de los hidalgos solicitó al rey Pedro I la desaparición de las behetrías mediante su conversión en tierras solariegas.
Ya en el siglo XVI se empieza a desarrollar el pueblo donde la familia Brizuela construye una casona donde se aprecia la heráldica y escudo del pueblo. Esta casa, conocida popularmente como la "Casa Blanca", se mantiene a día de hoy, en pie y en perfectas condiciones. Este edificio se ha acondicionado recientemente como bar y ludoteca por la Asociación Cultural Peña de la Ventana, donde los vecinos pasan su tiempo libre.
Lugar de la Junta de Puente Dei, perteneciente al partido de Castilla la Vieja en Laredo, jurisdicción de señorío ejercida por don Antonio María de Porres, quien nombraba su alcalde ordinario.
Así se describe a Brizuela en el tomo IV del Diccionario geográfico-estadístico-histórico de España y sus posesiones de Ultramar, obra impulsada por Pascual Madoz a mediados del siglo XIX:

Lugar en la provincia, diócesis, audiencia territorial y capitanía general de Burgos (14 leguas), partido judicial de Villarcayo (1 ¼), ayuntamiento de la Junta de Puentedey, nombrando para su gobierno interior 2 regidores y fiel de fechos; Situado en la falda de una sierra que corre de SE a NO, expuesto a la influencia de todos los vientos, con clima saludable. Se compone de 60 casas de 2 pisos, de 18 a 30 pies de altura, cuyas calles sin empedrar, son irregulares y poco aseadas; hay iglesia parroquial con el título de San Cristóbal, servida por un cura párroco de nombramiento del ordinario en patrimoniales; una ermita dedicada a las Ánimas; y en paraje ventilado, que no perjudica a la salubridad pública el cementerio. Confina por N Nela; E Escaño; S Cubillos del Rojo, y O Puentedey. El terreno es arenoso y arcilloso, dividido en suertes, contando la primera 80 fanegas de sembradura; 130 la segunda, y 190 la tercera; le baña el río Nela que lleva su curso de O a E, de cuyas aguas se surte el vecindario para sus usos domésticos, dando además impulso a un molino harinero de propiedad particular, que a 6 minutos del pueblo se encuentra. Los caminos son de servidumbre, y la correspondencia se recibe de la capital del partido. Producciones: trigo, cebada, centeno, maíz, yeros, frutas, garbanzos, titos y demás legumbres; ganado lanar, cabrío, vacuno, caballar y mular, caza de liebres, perdices, zorros y lobos; la industria consiste en la agricultura, dedicándose algunos individuos a la exportación de ganados e importación de los géneros de que carece. Población: 15 vecinos, 56 almas. Capital productivo: 214.820. Imponible: 20.061. Contribución: con el ayuntamiento (V.). Pertenecen a propios varios ejidos poblados de encinas, robles y hayas, los cuales se encuentran en los sitios dichos del Rojo, La Gargantilla, Los Castros, Vallasul, La Peña de la Ventana, Solarosa y Gazapillos, en cuyos 2 últimos tienen derecho a los pastos, los de Escaño y Nela que también disfruta del de la Peña de la Ventana.
Diccionario geográfico-estadístico-histórico de España y sus posesiones de Ultramar

A la caída del Antiguo Régimen la localidad pasa a formar parte del municipio denominado Junta de Puentedey, en el partido de Villarcayo, perteneciente a la región de Castilla la Vieja.
Entre el censo de 1900 y el anterior, al desaparecer este municipio, la localidad se integra en el de Merindad de Valdeporres.
Hacia el año 1950, Brizuela contaba con algo más de 175 habitantes, donde no faltaban comercios (a diferencia de hoy día).
La línea ferroviaria que cruzaba el pueblo (línea Burgos-Cidad, perteneciente a Ferrocarril Santander-Mediterráneo) contaba con una estación en la parte baja del pueblo. Dicha estación ha sido remodelada, convirtiéndose en un bar y lugar de alojamiento conocido como La Estación, regentada por la A.C.R. Brizuela.
En el año 2004 la Diputación Provincial de Burgos desmontó la línea ferroviaria (raíles y travesaños). En la actualidad, se llevan a cabo trabajos para convertir el antiguo trazado ferroviario en vía verde.

## Fiestas
Las fiestas patronales se celebran el 25 de julio y el fin de semana más cercano a este. La festividad se celebra en honor a Santiago Apóstol que es el patrón del pueblo.

## Arquitectura y monumentos
Brizuela es un pueblo que goza de la típica arquitectura castellana según ha ido evolucionando esta desde el siglo XVI. Algunas casas están construidas con piedra de sillería sacada directamente de los montes de alrededor y seguramente, las más antiguas, de la pequeña cantera abandonada que podemos ver desde la carretera a un kilómetro del pueblo, en el kilómetro 11 de la BU-561.
Destaca como monumento la casona o casa palacio del siglo XVI con la heráldica tallada en piedra que se encuentra en la fachada principal, es conocida como La Casa Blanca y perteneció a los fundadores de la villa.
Ermita de San Cristóbal, capilla cuya construcción es románico, propio de la comarca. Al lado se encuentra el cementerio.

## Castro celta

### Situación
Existen evidencia fehaciente de la existencia de un castro celta probablemente perteneciente a la tribu prerromana de los Autrigones. Este castro estaba situado en un espolón natural que recibe el mismo nombre, Castro. Desde esta posición de ventaja estratégica totalmente natural se domina visualmente el desfiladero del Nela entre Cigüenza (sureste) y Puentedey (suroeste) por la zona sur. Por la parte norte se tiene una amplia visión del Valle de Valdebodres. Todo este paraje queda aislado tanto por su parte este como oeste el desfiladero que dibuja el río Nela. Se trata por lo tanto de una atalaya natural perfectamente ubicada. Esta sea probablemente la razón por la que se cree que fuera usado durante algún periodo de la Edad Media.

### Distribución
Posee dos sectores perfectamente diferenciados por diferentes tramos de derrumbe de muralla, los cuales en algún punto poseen una anchura de unos tres metros y una altura conservada (en la actualidad) de metro y medio. El primero de los dos sectores, el Sur, es la parte más alta del recinto castreño y se cree que aquí pudo estar ubicada la zona de hábitat ya que aun teniendo una inclinación a tener en cuenta, podría perfectamente ser acondicionada para ello.
Por otro lado, en el sector Norte, se han encontrado también restos de murallas si bien no se tiene muy claro que papel pudieron desempeñar en el antiguo recinto. El sistema constructivo de la muralla (secciones) distribuidas por parte del yacimiento es típico de recintos castreños: paramentos con piedra asentada en seco entre sí (a "hueso") con relleno de roca menuda en su interior. En el Sector Oeste posee una puerta de acceso por donde incluso en nuestros días se sigue entrando en su interior (el camino llega por allí). Se ha llegado a identificar por su morfología como una puerta de estructura campamental romana.
A pesar de la antigüedad del yacimiento tiene un bajo nivel de destrucción de las murallas encontradas. Esto aviva la teoría de que el castro fuera ocupado durante varias épocas a lo largo de la historia hasta que el pueblo de Brizuela estuvo realmente afincado o, incluso, como campamento de alguna dotación militar a la vez que el pueblo de Brizuela ya existía. Sin embargo, para dar veracidad a esta teoría, se han de realizar panelizaciones en el yacimiento que deriven en hallazgos materiales que confirmen y sustenten esta teoría.

### Historia
Todo lo anteriormente expuesto unido a que el castro de Brizuela posee dos épocas de ocupación principalmente documentadas: La Edad del Hierro y La Edad Media, sin tener la certeza material (al menos publicada) de ocupaciones intermedias. Existe una hipótesis respecto al bajo o nulo nivel de destrucción de las estructuras que han llegado a nuestros días, lo que puede llevar a pensar que en época romana y visigoda pudiese tener ocupación y continuidad. Hablando de "destrucción" como asedio por incendio o confrontación bélica por ejemplo, evidentemente las estructuras están derrumbadas por el paso de los siglos. Además, se hace referencia al hallazgo fortuito de monedas romanas a los pies del cerro, en tierras de labranza. O incluso a una de las puertas de acceso que aun hoy se conserva en el cierre Oeste. Todo ello nos hace pensar en su posible ocupación en época romana, pero no existe la certeza material.
Ya en el año 1011 se hace referencia a "Villa Castro", y por ejemplo en el Becerro de las Behetrías (documento del año 1352) se sitúa a Brizuela en la Merindad de Aguilar de Campoo perteneciendo a la Merindad de Castilla Vieja. En el interior del castro se han encontrado cerámicas de esta última época, lo que constata presencia humana en el medievo. Respecto a los materiales; fue Ramón Bohigas, quien documentó a finales del siglo XX cerámica a mano con digitaciones (decorada), bordes de vasija y fragmentos de molinos barquiformes. Lo que nos traslada directamente a la II Edad del Hierro.
En definitiva, todo nos lleva a pensar que el castro de Brizuela oculta aún más secretos de los que realmente sabemos. Incluso la zona, que en los últimos años está dando mucho que hablar en relación con nuevos enclaves relacionados con las "Guerras Cántabras", será uno de los lugares muy a tener en cuenta si pueden ser estudiados en el futuro.

## Curiosidades
- Toma nombre de la villa el apellido Brizuela, cuyos primeros portadores fundaron casas en San Martín de las Ollas, en la importante villa de Medina de Pomar, en Valmayor de Cuesta-Urría y en el valle de Aedo. Fuera de la provincia de Burgos se extendieron por Segovia, Palencia, León, Soria y Valencia, siendo esta última la más importante.
- Con intención de ingresar en las órdenes militares de Santiago, Montesa y Alcántara, principalmente, varios miembros de este linaje realizaron probanzas de nobleza y limpieza de sangre.
- Como costumbre a la semana de San Martín, una vez hecha la matanza del cerdo, se invita a familiares y amigos para degustar el "panzo", que es la tripa del cerdo llena de pasta de morcilla previamente asada en los hornos de leña de cocer el pan artesanal.
- Antiguamente el ganado acostumbraba a pastar por la peña de la Ventana. Pero los bueyes solían entrar en la cueva que hay en la pared de piedra del monte y, debido a la estrechez de la cueva, los bueyes se quedaban atrapados por culpa de sus cuernos, que se encanchaban a la pared. Por esa razón los lugareños "tapiaron" la entrada a la pequeña cueva.

## Escudo de armas
- En Castilla: en campo de plata, cuatro cotizas de sable y entre las dos del centro tres aspas de gules.

- En Villavés: en oro, un dogo, de su color, pasante.

- En Valencia: en campo de sinople tre palos nudosos de oro. Partido también de sinople con un dragón de oro con la cola enroscada. Bordura de gules con ocho aspas de oro.

Repertorio de blasones de la comunidad hispánica

## Parroquia
Iglesia de San Cristóbal Mártir, dependiente de la parroquia de Pedrosa en el Arcipestrazgo de Merindades de Castilla la Vieja, diócesis de Burgos